# Intento de golpe de Estado en Gabón de 2019
El 7 de enero de 2019, las Fuerzas Armadas de Gabón anunciaron un golpe de Estado en Gabón. Los oficiales militares afirmaron que habían derrocado al presidente Ali Bongo, quien llegó al poder en 2016 después de una polémica elección y protestas. Durante la ausencia de Ali Bongo, que estaba recibiendo tratamiento médico en Marruecos, los rebeldes armados en la ciudad de Libreville tomaron como rehenes y declararon que habían establecido un «Consejo Nacional de Restauración» para «restaurar la democracia en Gabón». Se produjeron interrupciones generalizadas de Internet en todo el país, aunque se desconoce si Internet fue cerrada por los propios rebeldes o por civiles. El gobierno de Gabón declaró más tarde que había reafirmado el control.

## Desarrollo
El portavoz militar y líder del Movimiento Patriótico de las Fuerzas de Defensa y Defensa de Gabón, el teniente Kelly Ondo Obiang, declaró en la radio nacional y en la televisión estatal el lunes por la mañana temprano que él y sus partidarios estaban decepcionados por el mensaje del presidente Ali Bongo a la nación en Nueva York. La víspera del año, calificándolo de «intento implacable de aferrarse al poder» y decirlo «reforzó las dudas sobre la capacidad del presidente para continuar cumpliendo con las responsabilidades de su cargo». Obiang también afirmó que estaban creando un «Consejo Nacional de Restauración... [para] restaurar la democracia» en Gabón. El observatorio global de Internet NetBlocks detectó una interrupción de Internet a nivel nacional a partir de las 7:00 a. m. UTC aproximadamente. Entre otras cosas, Obiang entregó el siguiente mensaje (en francés) en la radio nacional: 

«El día tan esperado ha llegado, cuando el ejército decidió ponerse del lado de la gente para salvar a Gabón del caos ... Si estás comiendo, detente; si estás tomando algo, detente; si estás durmiendo, despiértate. Despierta a tus vecinos ... levántate como uno y toma el control de la calle».

En el momento del golpe, el 7 de enero, el presidente Bongo estaba recibiendo tratamiento médico no relacionado en Marruecos; había estado fuera del país por cerca de dos meses. El presidente Bongo sufrió un derrame cerebral mientras estuvo en Riad, Arabia Saudita en octubre; sus deseos grabados de Año Nuevo fueron la primera vez que habló en público desde entonces.
Las fuerzas a favor del golpe tomaron el control de la emisora nacional Radio Televisión Gabonesa. La Guardia Republicana de Gabón desplegó varios vehículos blindados en toda la capital, incluidos los MRAPs de Nexter Aravis, un tipo que no se sabía previamente que estaba en el inventario de los militares de Gabón. El intento de golpe fue sofocado a las 10:30 a. m. después de que el Grupo de Intervención de la Gendarmería de Gabón atacara a la Radio Televisión Gabonesa en la que estaban encerradas las fuerzas a favor del golpe. Dos soldados a favor del golpe murieron en el asalto. Los oficiales involucrados en el golpe tomaron rehenes que desde entonces han sido liberados por funcionarios de Gabón. Horas después del anuncio del golpe, los funcionarios del gobierno declararon que la situación estaba «bajo control» con los rebeldes arrestados o en fuga; dos de los rebeldes fueron abatidos a tiros y el teniente Obiang fue denunciado bajo arresto. NetBlocks observó que la conectividad a Internet se restauró brevemente (aunque parcialmente) en todo Gabón a las 10:00 a. m. UTC antes de volver a desconectarse, y que solo regresó a las 11:00 a. m. del día siguiente. El ministro de seguridad de Gabón, Guy-Bertrand Mapangou, declaró que los 8 rebeldes supervivientes fueron entregados al fiscal de Gabón. El gobierno de Gabón anunció que el presidente Bongo regresará al país «muy pronto».